# Shrewsbury Town F.C.
Shrewsbury Town Football Club – angielski klub piłkarski z siedzibą w Shrewsbury grający w League Two.

## Sukcesy
- Puchar Walii: 1891, 1938, 1977, 1979, 1984, 1985